# The Yardbirds
The Yardbirds sono un gruppo musicale rock britannico. La band è anche nota per aver dato inizio alla carriera di tre tra i più grandi chitarristi della storia del rock: Eric Clapton, Jeff Beck e Jimmy Page.
Il complesso giunse ad un beat più duro e sperimentale dopo una serie di grandi successi come For Your Love, uno dei classici dell'epoca. La loro musica riusciva a connettere l'R&B importato dagli Stati Uniti d'America con lo stile psichedelico che stava prendendo piede in quegli anni.
Gettarono le basi per la successiva esplorazione dell'hard rock e dell'heavy metal da parte dei Led Zeppelin e i chitarristi che fecero parte di questo gruppo divennero ben presto estremamente influenti nel panorama musicale internazionale. Ebbero un ruolo decisivo nell'affermazione del British blues, e tanto il garage rock (e più tardi il punk) quanto il rock psichedelico (e più tardi l'acid rock e il progressive rock) devono moltissimo al loro operato.
Aprirono la strada a molte innovazioni chitarristiche degli anni sessanta, quali il fuzz tone, il feedback e la distorsione, oltre ad un notevole miglioramento dell'amplificazione. Furono inoltre tra i primi a porre maggior enfasi sul virtuosismo e la sperimentazione (sia in studio che sul palco) anziché sul ritornello facile.
Nel 1992 sono stati introdotti nella Rock and Roll Hall of Fame.
La rivista Rolling Stone li colloca all'ottantanovesimo posto nella sua lista dei 100 migliori artisti di sempre.Appaiono in una scena del film di Michelangelo Antonioni "Blow Up" del 1966.

## Storia

### Origini e primi passi
In origine il gruppo nacque dalla fusione di due complessi preesistenti cioè la Metropolis Blues Band, in cui militavano Keith Relf e Paul Samwell-Smith, e i Suburban R&B cui appartenevano Chris Dreja, Jim McCarty e Anthony "Top" Topham. Samwell-Smith e McCarty erano stati compagni di studi (presso la "Hampton Grammar", un istituto superiore del Middlesex) e, per parte loro, anche Relf, Topham e Dreja avevano frequentato la stessa scuola (la "Kingston School of Art").
La formazione iniziale dunque comprendeva: Relf alla voce e armonica, Samwell-Smith al basso, McCarty alla batteria, Chris Dreja alla chitarra ritmica  ed infine Topham alla chitarra solista. Nel settembre del 1963 la band ebbe l'"onore" di sostituire i Rolling Stones come "house band" del Crawdaddy, un noto locale di Richmond (Surrey) specializzato in Rhythm & Blues, cominciando a ottenere i primi consensi di pubblico tra gli appassionati del genere. Nell'ottobre successivo avvenne la prima modifica alla formazione: Topham, che essendo il più giovane del gruppo stava ancora frequentando le scuole superiori, si ritirò immediatamente dalle scene musicali perché i suoi familiari non volevano che trascurasse gli studi a causa delle loro esibizioni nei night clubs, e, su segnalazione di Relf, come lead guitarist subentrò Eric Clapton, anch'egli in passato studente alla "Kingston School of Art". Poco dopo Giorgio Gomelsky, allora proprietario del Crawdaddy, divenne manager del complesso.

### Le prime incisioni e il successo
A dicembre gli Yardbirds fecero un tour come band d'accompagnamento per il celebre armonicista blues Sonny Boy Williamson II: dalle registrazioni di una di queste esibizioni fu successivamente (1966) estratto un album live intitolato Sonny Boy Williamson and The Yardbirds.
Dopo numerosi altri concerti riuscirono a firmare un contratto discografico con la Columbia: nel 1964 furono pubblicati un paio di singoli che però ebbero scarse vendite, I Wish You Would (maggio) e Good Morning Little Schoolgirl (ottobre) , entrambi riproposizioni di classici del R&B. Dopo una momentanea sostituzione di Relf con Mike O'Neill per i problemi di salute del primo dovuti all'asma, ci fu la pubblicazione dell'album d'esordio Five Live Yardbirds (dicembre 1964), altro "live" basato principalmente su cover blues e che fissa su nastro una loro esibizione al Marquee Club risalente al marzo precedente. Durante le feste natalizie gli Yardbirds presero parte al Beatles Christmas Show uno speciale televisivo dei Fab Four che servì a farli conoscere al vasto pubblico britannico.
Infatti poco dopo ottennero il successo con For Your Love, un brano pop scritto appositamente da Graham Gouldman(futuro componente dei 10cc), pubblicato nel febbraio 1965 ed alla cui incisione prese parte il tastierista Brian Auger: il singolo raggiunse la prima posizione nella classifica britannica dei 45 giri e la sesta in quella statunitense.

### La fuoriuscita di Clapton e l'evoluzione musicale
Lo spostamento verso contenuti musicali più commerciali spinse tuttavia Clapton, allora purista del blues, ad abbandonare il gruppo. La perdita di uno dei membri di maggior talento rischiò di essere fatale; Clapton consigliò come suo sostituto il giovane turnista Jimmy Page, che tuttavia rifiutò l'offerta non volendo perdere il lavoro da session man e raccomandò a sua volta un amico, l'allora sconosciuto Jeff Beck che a marzo entrò ufficialmente nella formazione. Lo stesso Page ha però dichiarato che la sua decisione fu determinata dal timore di poter incrinare il reciproco rapporto d'amicizia e stima artistica nei confronti di Slowhand, nel caso di un suo ingresso nel complesso.
Gli Yardbirds avrebbero avuto anche tre successi nel 1966…”Shapes Of Things”, “Over Under Sideways Down” e “Happenings Ten Years Time Ago”… tutti con arrangiamenti psichedelici e un ottimo lavoro di chitarra. Quando Jeff Beck si ammalò e fu ricoverato in ospedale durante un tour nel 1966, Jimmy Page lo sostituì.
Quando Beck si riprese e fu in salute, decisero di mantenere la formazione con due chitarristi solisti. Sono insieme in "Happenings Ten Years Time Ago" e la sorpresa è anche l'amico John Paul Jones al basso.
Gli Yardbirds di Beck, pionieri di un rock ricco di sperimentazioni sonore con distorsioni, fuzz tone, feedback, wah wah, ottennero una nutrita serie di successi, quali Heart Full of Soul, Mr You're a Better Man Than I, Shapes of Things, Over Under Sideways Down, con due album considerati i migliori del gruppo: Having a Rave Up e Roger the Engineer.
Muovendosi verso la psichedelia, introdussero innovazioni, quali elementi musicali estranei al blues, come il canto gregoriano di Still I'm Sad, le influenze latino-americane di Hot House of Omagararshid, il riff orientale di Over Under Sideways Down. La versione originaria di Heart Full of Soul presentava per la prima volta nella storia della musica occidentale un sitar; tuttavia, a causa del suono giudicato troppo debole, lo strumento fu sostituito dalla chitarra di Beck che ne imitava le sonorità, perdendo così l'illustre primato (di lì a pochi mesi, sia i Kinks che i Beatles lo impiegarono in alcuni brani).
A fine gennaio del 1966 parteciparono al Festival di Sanremo, cantando le canzoni Questa volta e Pafff... bum! abbinati rispettivamente a Bobby Solo e a Lucio Dalla. Quello stesso anno la rivista musicale Beat Instrumental nominò Beck miglior chitarrista dell'anno e il suo lavoro influenzò numerosi altri musicisti del periodo.

### La svolta a due chitarre soliste e l'allontanamento di Beck
Nonostante il successo il complesso affrontò importanti cambiamenti,
il carattere umorale di Beck cominciò ad essere mal tollerato dai compagni, ed altrettanto il suo incostante modo di suonare dal vivo: sul palco alternava serate in particolare stato di grazia con esibizioni fiacche ed incolori. In quel periodo Gomelsky lasciò il management del gruppo e fu sostituito da Simon Napier-Bell.
Nel maggio 1966 il bassista e leader musicale Paul Samwell-Smith abbandonò per dedicarsi al lavoro di produzione: già stanco dell'atmosfera creatasi all'interno della formazione, fu definitivamente influenzato nella sua decisione dall'esito disastroso di un'esibizione ad una festa universitaria. Jimmy Page, questa volta si offrì come sostituto al basso e la sua prima apparizione live coi nuovi compagni fu il 21 giugno al Marquee Club di Londra. Ad agosto il gruppo fece un tour americano; alla vigilia di un concerto al Carousel Ballroom di San Francisco, a causa di un malessere di Beck, Page dovette sostituire il compagno alla chitarra solista ed ebbe così modo di mostrare tutto il suo valore di fronte al pubblico presente. Al rientro di Beck, Chris Dreja venne quindi spostato definitivamente al basso e la band continuò con un'inedita (e avveniristica per l'epoca) formazione a due chitarre soliste. Di questa formazione, una delle più brillanti del periodo, non rimane molto materiale, soltanto il singolo Happenings Ten Years Time Ago / Psycho Daisies, dalle marcate sonorità psichedeliche inciso a luglio e pubblicato il 21 ottobre che fu il loro ultimo evento significativo nelle classifiche britanniche e Stroll On, cover di Train Kept A Rollin', un classico di Rhythm & Blues celebre per la versione dei The Burnette Brothers Rock 'n' Roll Trio con testo rielaborato per questioni legali. Questo brano fu inciso sul finire dell'Estate appositamente per la colonna sonora del film Blow-Up di Michelangelo Antonioni nel quale la band fece un cameo mentre esegue in playback proprio il pezzo in questione.
A fine ottobre gli Yardbirds iniziarono la loro partecipazione al Dick Clark's Caravan of Stars, un "tour collettivo" statunitense che li vedeva condividere la ribalta con altri musicisti di punta. Dopo poche date, il 30 ottobre a Corpus Christi (Texas), Jeff Beck abbandonò il palco ad esibizione in corso, dopo aver dato in escandescenze fuggendo a Los Angeles; pochi giorni dopo, raggiunto dal resto del gruppo fu licenziato per il suo comportamento poco professionale anche se ufficialmente il suo allontanamento fu attribuito a motivi di salute.
Page restò quindi come unico chitarrista, continuando comunque le sperimentazioni dell'era Beck, aggiungendo anche alcuni assoli di chitarra suonati con un archetto da violoncello: resta famosa l'interpretazione di Dazed and Confused, cover non dichiarata di un pezzo di Jake Holmes, che Page eseguì successivamente anche con i Led Zeppelin, giungendo perfino ad inserirla nel loro primo album.

### Tentativi di rilancio e crisi definitiva
Verso la fine del tour organizzato da Clark, Napier-Bell cedette la direzione manageriale del complesso a Mickie Most e Peter Grant.
Nonostante l'abilità di Page, il successo degli Yardbirds iniziò a declinare rapidamente: l'album Little Games fu un forte insuccesso e sorte simile toccò ai singoli Ha Ha Said The Clown e Goodnight Sweet Josephine.
Nel 1968 si creò una disintegrazione all'interno del gruppo, con forti divergenze di orientamento musicale. Relf e McCarty all'epoca assumevano regolarmente marijuana e LSD ed erano orientati verso un sound psichedelico con influenze folk e classiche; Jimmy Page invece preferiva un hard rock di derivazione blues, lo stile con cui sarebbero diventati famosi i Led Zeppelin. Chris Dreja, oltre a essere maggiormente orientato verso lo stile musicale di Page, sviluppò anche una grande passione per la fotografia.
A marzo Relf e McCarty decisero di fuoriuscire per andare a fondare quella che sarebbe stata la prima formazione del famoso gruppo progressive folk Renaissance, ma furono convinti dal manager Peter Grant a restare per un ultimo tour.
L'ultima esibizione degli Yardbirds si tenne al Luton Technical College nel Bedfordshire, in Inghilterra, il 7 luglio 1968.

### L'evoluzione verso i Led Zeppelin e gruppi postumi
Con lo scioglimento della band, il cantante Keith Relf e il batterista Jim McCarty andarono a formare i Renaissance, per abbracciare sonorità più morbide.
Relf e McCarty cedettero al chitarrista Jimmy Page e al bassista Chris Dreja i diritti del nome Yardbirds affinché completassero gli impegni contrattuali presi (una tournée in Scandinavia nel settembre 1968) con una nuova formazione, sotto il nome di New Yardbirds.
Page inizialmente pensò a Terry Reid come nuovo cantante del gruppo, ma questi rifiutò, segnalando invece come alternativa un cantante di Birmingham al tempo poco conosciuto, Robert Plant, che a sua volta raccomandò il suo amico di infanzia John Bonham alla batteria.
A questo punto però, con la line-up ormai al completo, Dreja decise di abbandonare la carriera musicale per dedicarsi completamente alla fotografia (suo il retrocopertina del primo disco dei Led Zeppelin). Fu sostituito al basso dal session man John Paul Jones, che aveva già lavorato con Page in alcune occasioni. Il nuovo gruppo, completato il tour in Scandinavia, cambiò nome nell'ottobre 1968 in Led Zeppelin.

## Discografia

### Album in studio
- 1965 - For Your Love
- 1965 - Having a Rave Up
- 1966 - Roger the Engineer
- 1967 - Little Games
- 2003 - Birdland
- 2006 - Yardbirds Reunion Jam Vol II
- 2018 - Pussy Cat

### Album dal vivo
- 1964 - Five Live Yardbirds
- 1965 - Sonny Boy Williamson and The Yardbirds
- 1971 - Live Yardbirds: Featuring Jimmy Page
- 1972 - Eric Clapton,Jeff Beck, Jimmy Page, 'Blue eyed blues'
- 1999 - Yardbirds Live at the BBC
- 2003 - Live Blueswailing July '64
- 2007 - Live at B.B. King Blues Club
- 2018 - BBC Unreleased

### Raccolte
- 1967 - The Yardbirds Greatest Hits
- 1981 - London 1963: The First Recordings!
- 2001 - Ultimate!